# Heksenkruid (geslacht)
Heksenkruid (Circaea) is een geslacht uit de teunisbloemfamilie (Onagraceae).
Het geslacht is genoemd naar de tovenares Circe uit de Griekse mythologie. Haar tovenarij klinkt door in de Nederlandse geslachtsnaam, maar ook in het Engelse 'enchanter's nightshade' en in het Duitse 'Hexenkraut'.

## Ecologie
Het zijn bosplanten die over het gehele noordelijk halfrond voorkomen. Men vindt ze vooral op vochtige bosgronden.
Vooral twee soorten zijn wijd verspreid, te weten het groot heksenkruid (Circaea lutetiana) en het alpenheksenkruid (Circaea alpina).
De steriele hybride tussen deze twee soorten, het klein heksenkruid (Circaea ×intermedia) plant zich alleen vegetatief voort, ze produceert geen zaden.
Alle drie de genoemde soorten komen in België en Nederland voor.
De planten in dit geslacht zijn de waardplant voor onder andere de walstropijlstaart (Hyles gallii) en de bladmineerders Mompha terminella en Mompha langiella.

## Soorten
Het aantal soorten en ondersoorten verschilt per taxonomische indeling.
- Alpenheksenkruid (Circaea alpina)
  - Circaea alpina subsp. alpina
  - Circaea alpina subsp. angustifolia
  - Circaea alpina subsp. caulescens
  - Circaea alpina subsp. imaicola
  - Circaea alpina subsp. micrantha
  - Circaea alpina subsp. pacifica
- Circaea canadensis (synoniem:  Circaea lutetiana subsp. canadensis)
- Circaea cordata
- Circaea erubescens
- Circaea glabrescens
- Groot heksenkruid (Circaea lutetiana)
- Circaea mollis
- Circaea quadrisulcata (synoniem: Circaea canadensis subsp. quadrisulcata)
- Circaea repens

Hybriden
- Klein heksenkruid (Circaea ×intermedia)